# Yolanda Ventos
Norma Yolanda Ventos Moreira (Concepción del Uruguay, 25 giugno 1938) è un'ex cestista argentina.

## Carriera
Con l'Argentina ha disputato i Campionati mondiali del 1964.